# Norbert Calmels

Norbert Calmels' Wappen als Prämonstratenserabt

Norbert Jules  Calmels OPraem (* 27. Dezember 1908 in Vézins-de-Lévézou, Département Aveyron; † 24. März 1985 in Paris) war ein französischer Prämonstratenser, Generalabt und Bischof.

## Leben
Jules François Calmels trat am 22. August 1926 in die Prämonstratenserabtei Frigolet ein, wo er den Ordensnamen des hl. Norbert erhielt. Am 31. März 1934 empfing er das Sakrament der Priesterweihe. Am 9. Mai 1946 wählten ihn die Chorherren seines Klosters zum Abt von Frigolet, worauf Norbert Calmels am 11. Juli des Jahres die Abtsweihe erhielt. Das Generalkapitel des Prämonstratenserordens wählte ihn am 19. September 1962 zum 61. Generalabt des Ordens, was er bis zum 18. Juli 1982 blieb. Von 1962 bis 1965 nahm der Generalabt als Konzilsvater an allen vier Sitzungsperioden des II. Vaticanums  teil. Abt Calmels wurde am 22. März 1978 von Papst Paul VI. zum Titularbischof von Dusa ernannt und am 6. Mai 1978 in der Abteikirche Frigolet durch den Erzbischof von Paris François Kardinal Marty zum Bischof geweiht. Am 14. Juli 1978 ernannte der Papst Calmels zum päpstlichen diplomatischen Vertreter in Marokko, was er bis zu seinem Tode 1985 blieb.

## Publikationen
französisch
- Lavigerie et les Prémontrés.
- François Fabié. Biografie.
- Mistral et le Soleil dans Mireille.
- L’oustal de mon enfance. Autobiografie.
- La Vie du Concile. R. Morel, 1966.
- Rencontres avec Marcel Pagnol de l’Académie Française. Pastorelly, Monte-Carlo 1978.

deutsch
- als (Hrsg.): Marcel Pagnol: Im Weinberg des lieben Gottes. Herzerquickende Predigten aus der Provence. Übersetzung von Roswitha Plancherel. Herder, Freiburg im Breisgau 1992, ISBN 3-451-22937-4.